# Anthophiura axiologa
Anthophiura axiologa är en ormstjärneart som beskrevs av Hubert Lyman Clark 1911. Anthophiura axiologa ingår i släktet Anthophiura och familjen fransormstjärnor. Inga underarter finns listade i Catalogue of Life.